# ACN Inc.
ACN, Inc. es una empresa estadounidense de ventas multinivel que brinda servicios como telecomunicaciones, energía y correduría de seguros a través del modelo de venta directa. Con base en Concord, North Carolina, Estados Unidos, ACN brinda sus servicios a 27 países en 5 continentes.
ACN es miembro de la Direct Selling Association, SELDA y AVD.

## Modelo de negocios
ACN cuenta con oficinas en Concord, North Carolina, Estados Unidos, Montreal, Canadá; Ámsterdam, Países Bajos; Sídney, Australia; Breslavia, Polonia; Seúl, Corea del Sur y México.
El éxito de ACN se debe al modelo de venta directa de tipo MLM (Multi Level Marketing) o marketing multinivel.
La clave de este modelo de negocios es la creación de una red de clientes que adquieren los servicios que ACN ofrece a través de Empresarios Independientes. El éxito de los Empresarios Independientes depende de sus habilidades para conseguir clientes que adquieran los servicios. Los ingresos de los Empresarios Independientes no están sujetos a la contratación de otros Empresarios Independientes.
Existen tres tipos de ingresos que el Empresario Independiente puede percibir a lo largo de su asociación con ACN. El primer tipo de ingreso es el que reciben cuando venden un servicio a un cliente nuevo. El Segundo tipo son los ingresos residuales, estos consisten en un porcentaje de las facturas mensuales de los servicios adquiridos por los clientes de cada Empresario Independiente. Finalmente, cada Empresario Independiente puede recibir un porcentaje de las facturas de los clientes de Empresarios Independientes que ellos reclutaron. El objetivo de cada Empresario es sumar la mayor cantidad de clientes que adquieran los servicios que ACN brinda y así crear su propia red de clientes.
En 2014 ACN estuvo en el punto de mira tras el reportaje de Equipo de Investigación acerca de las empresas multinivel. No concedieron entrevista al programa y ex-vendedores declararon haber pagado 400€ en concepto de "licencia" para poder vender. Sin embargo, el beneficio obtenido resultaba súbitamente inferior y la estructura de la entidad daba lugar a que las comisiones realmente se pagaban con las supuestas licencias.
La forma en que se presenta a la empresa es típicamente conocida en estas entidades. Consiste en eventos multitudinarios donde cada vendedor lleva un acompañante y alguien de la empresa habla del dinero que genera cada mes, tal como se ve en múltiples videos en Youtube y en el reportaje de Equipo de Investigación.

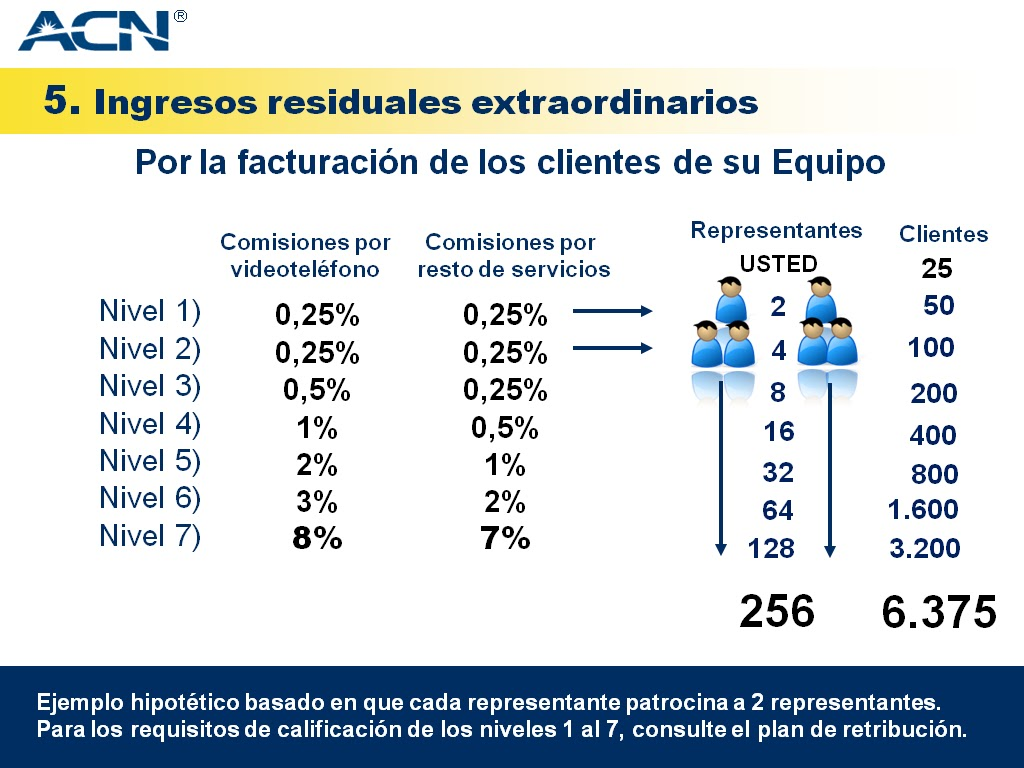
Diapositiva con el reparto de ingresos residuales multinivel de la presentación de ACN.

## Historia
La compañía se origina en Concord, North Carolina, Estados Unidos en 1993. Robert Stevanovski, Greg Provenzano y los hermanos Tony y Mike Cupisz fundaron la American Communications Network, Inc., hoy conocida como ACN, en enero de 1993 con 20 “Representantes Independientes”.
En 2001 ACN llega a algunos países de Europa, y en 2004 comienza a brindarsus servicios en todo España. En 2011, ACN expande sus servicios a República Checa y Hungría, llegando así a 23 países en 4 continentes. En 2020 ACN ofrece sus servicios en 27 países y 4 continentes.

## Servicios
ACN ofrece servicios de telefonía móvil y fija, internet banda ancha, correduría de seguros, energía y seguridad doméstica. Estos servicios están disponibles para el hogar y negocios.